# IC 3914
IC 3914 је елиптична галаксија у сазвјежђу Ловачки пси која се налази на листи објеката дубоког неба у Индекс каталогу.
Деклинација објекта је + 36° 21' 38" а ректасцензија 12h 56m 22,7s. Привидна величина (магнитуда) објекта IC 3914 износи 15,7 а фотографска магнитуда 16,7.